# Tombeau du général Mac Haren
Le tombeau du général Mac Haren est situé sur la commune de Saugues (France).

## Localisation
Le tombeau est situé sur la commune de Saugues, dans le département de la Haute-Loire, dans la région Auvergne-Rhône-Alpes.

## Histoire
Ce tombeau du XVe siècle serait attribué au général anglais Mac Haren, tué au siège de Châteauneuf-de-Randon, défendu par Duguesclin en 1380. C'est un monument en granit formé de quatre piles cylindriques supportant une voûte sur croisées d'ogives sur plan carré.

## Protection
Le tombeau du général anglais Mac Haren, se trouvant dans le cimetière communal, est classé  au titre des monuments historiques par arrêté du 4 mai 1910.